# 雷达瓦莱
雷达瓦莱（義大利語：Redavalle），是意大利帕维亚省的一个市镇。总面积5.47平方公里，人口1055人，人口密度192.9人/平方公里（2009年）。国家统计（ISTAT）代码为018120。

## 友好城市
- 法國比热地区沃